# Supervivientes de los Andes
Supervivientes de los Andes (bra Os Sobreviventes dos Andes) é um filme do mexicano de 1976, dos gêneros drama biográfico e aventura dirigido e escrito por René Cardona, baseado no livro Survive!, de Clay Blair Jr.

## Sinopse
O filme mostra a história do time uruguaio de rúgbi Old Christian's Club, viajava para Santiago (Chile) a fim de disputar um torneio amistoso. Durante a viagem, porém, a aeronave cai na cordilheira dos Andes, deixando apenas cerca de 25 sobreviventes. 

## Elenco
- Fernando Larrañaga .... Madero
- Hugo Stiglitz .... Francisco
- José Elías Moreno .... Rodrigo
- Leonardo Daniel .... Carmelo
- Luz María Aguilar .... Sra. Madero
- Norma Lazareno .... Silvia
- Pablo Ferrel .... Raul
- Sara Guasch .... Mãe de Silvia
- Sebastian Ligarde .... Felipe